# Rajd Costa Brava 1980
Rajd Costa Brava 1980 (28. Rally Costa Brava) – 28. edycja rajdu samochodowego Rajd Costa Brava rozgrywanego w Hiszpnii. Rozgrywany był od 8 do 10 lutego 1980 roku. Była to czwarta runda Rajdowych Mistrzostw Europy w roku 1980 (rajd miał najwyższy współczynnik – 4) oraz druga runda Rajdowych Mistrzostw Hiszpanii.

## Klasyfikacja rajdu
| Miejsce                      | Kierowca                     | Pilot                        | Samochód                      | Czas                         | Strata                       |                              |
| Klasyfikacja generalna i ERC | Klasyfikacja generalna i ERC | Klasyfikacja generalna i ERC | Klasyfikacja generalna i ERC  | Klasyfikacja generalna i ERC | Klasyfikacja generalna i ERC | Klasyfikacja generalna i ERC |
| ---------------------------- | ---------------------------- | ---------------------------- | ----------------------------- | ---------------------------- | ---------------------------- | ---------------------------- |
| 1.                           | Antonio Zanini               | Jordi Sabater                | Porsche 911 SC                | 5:04:21                      | 0,0                          |                              |
| 2.                           | Jorge de Bagration           | Nuria Llopis                 | Lancia Stratos HF             | 5:09:19                      | +4:58                        |                              |
| 3.                           | Mauro Pregliasco             | Vittorio Reisoli             | Alfa Romeo Alfetta Turbodelta | 5:15:07                      | +10:46                       |                              |
| 4.                           | Pentti Airikkala             | Risto Virtanen               | Vauxhall Chevette 2300 HS     | 5:16:14                      | +38:08                       |                              |
| 5.                           | Jean-Louis Clarr             | Jean-François Fauchille      | Opel Ascona i2000             | 5:26:37                      | +22:16                       |                              |
| 6.                           | José Luis Sallent            | Jordi Puvil                  | Opel Ascona B 1.9 SR          | 5:32:17                      | +27:56                       |                              |
| 7.                           | Jorge Cid                    | Jorge Pons                   | Ford Escort RS 2000 MKII      | 5:33:39                      | +29:18                       |                              |
| 8.                           | Joan Bayó                    | Juan Manuel Molina Estartus  | Seat 124 / 2000               | 5:37:33                      | +33:12                       |                              |
| 9.                           | Maurizio Verini              | Mauro Mannini                | Alfa Romeo Alfetta Turbodelta | 5:40:34                      | +36:13                       |                              |
| 10.                          | Błażej Krupa                 | Piotr Mystkowski             | Renault 5 Alpine              | 5:41:00                      | +36:39                       |                              |